# 六本木綾
六本木 綾（ろっぽんぎ あや、9月3日 - ）は、日本の女性漫画家。東京都出身・在住。血液型はO型。
1989年、「OPEN YOUR MIND」で白泉社第1回ララまんが家スカウトコース長編部門佳作受賞。白泉社の少女漫画誌『LaLa』10月号掲載の「きみの瞳に映るのはひとみ」でデビュー。同年、「小悪魔の秘密」で同社第14回アテナ新人大賞優秀新人賞。その後、『LaLa』や『LaLa DX』などに作品を掲載。代表作は『トラブル・ドッグ』、『オート・フォーカス』など。

## 作品リスト

### 白泉社
- 忘れられた夢（短編集、1992年刊）
  - 収録作品：忘れられた夢 / MAEDA / TROUBLE MAKER / きみの瞳に映るのはひとみ / 小悪魔の秘密
- Face（短編集、1992年刊）
  - 収録作品：あの時代を忘れない / Face / Girl 〜ガール〜 / あたしは本物です
- 放課後のPLAYBOY（短編集、1994年刊）
  - 収録作品：100点ゲーム / 放課後のPLAYBOY / 放課後のPLAYBOY 〜キライキライすき〜 / 夏のロンリーガール
- トラブル・ドッグ（全10巻、1996年 - 2001年刊）
- エンドレスロード（短編集、1997年刊）
  - 収録作品：エンドレスロード / 自由への翼 / ALL OR NOTHING / NOTHING TO LOSE
- キラキラの街（全1巻、1999年刊）
  - 併録：逃避行'95
- 一生遊んで暮らしたい（全2巻、1999年 - 2001年刊）
  - 第1巻併録：バランス / Ache<痛み>
- オート・フォーカス（全5巻、2001年 - 2004年刊）
  - 第5巻併録：リセット
- 花の宴（全1巻、2004年刊）
  - 併録：銀杏アパート
- ハヤブサ（全1巻、2005年刊）
- チェケラッチョ!!（原作：秦建日子、全1巻、2006年刊）
- ベランダ絵日記帖（全1巻、2013年刊）
- わたしの甘い調教師（全1巻、2016年刊）
  - 電子書籍限定刊行。
- 黒教師と暮らします（既刊3巻、2016年刊 - 連載中）
  - 電子書籍限定刊行、2017年7月現在。

### 幻冬舎
- LARRY IN A MANSION （原作：猪俣ユキ、全2巻、2008年 - 2009年刊）
- 悪夢のエレベーター（原作：木下半太、全1巻、2009年刊）

### NTTソルマーレ株式会社
- 年上カレシは秘密のホテルで蜜を吸う（既刊3巻、2017年刊）
  - 電子書籍限定刊行、2017年4月現在。